# Virginia Slims of Indianapolis 1988
Il Virginia Slims of Indianapolis 1988 è stato un torneo di tennis giocato sul cemento indoor. È stata la 9ª edizione del torneo, che fa parte della categoria Tier V nell'ambito del WTA Tour 1988. Si è giocato ad Indianapolis negli USA dal 24 al 30 ottobre 1988.

## Campionesse

### Singolare
Katerina Maleeva ha battuto in finale  Zina Garrison con il punteggio di 6–3, 2–6, 6–2

### Doppio
Larisa Neiland /  Nataša Zvereva hanno battuto in finale  Katrina Adams /  Zina Garrison con il punteggio di 6–2, 6–1